# Lotto Cycling Cup pour Dames
A Lotto Cycling Cup pour Dames é uma competição organizada desde 2011 que reúne corridas ciclistas belgas do calendário UCI, cujo número pode variar segundo os anos. Era à origem reservada às corredoras de nacionalidade belga, é pois um tipo de Copa da Bélgica feminina.

## Carreiras da Lotto Cycling Cup
Esta tabela lista todas as carreiras que têm feito parte da Lotto Cycling Cup.
| Carreira                                  | Cidade         | 2011 | 2012 | 2013 | 2014 | 2015 | 2016 | 2017 | 2018 | 2019 | 2020 |
| ----------------------------------------- | -------------- | ---- | ---- | ---- | ---- | ---- | ---- | ---- | ---- | ---- | ---- |
| Erondegemse Pijl                          | Erpe-Mere      | X    | X    | X    | X    | X    | X    | X    | X    | X    | X    |
| Omloop van het Hageland                   | Tielt-Winge    | X    | X    | X    | X    | X    | X    | X    | X    | X    | X    |
| Grande Prêmio internacional de Dottignies | Dottignies     | X    | X    | X    | X    | X    | X    | X    | X    | X    |      |
| Gooik-Geraardsbergen-Gooik                | Gooik,Grammont | X    | X    |      |      |      |      |      |      |      |      |
| Knokke-Bredene                            | Knokke-Bredene | X    | X    | X    |      |      |      |      |      |      |      |
| Palco-Buizingen                           | Hal-Buizingen  | X    | X    |      |      |      |      |      |      |      |      |
| Breendonk                                 | Breendonk      | X    |      |      |      |      |      |      |      |      |      |
| Volta à Bélgica Feminino                  |                |      | X    | X    |      |      |      |      |      |      |      |
| Le Samyn des Dames                        | Quaregnon-Dour |      | X    | X    | X    | X    | X    |      |      | X    | X    |
| Dwars door de Westhoek                    | Boezinge       |      |      |      | X    | X    | X    | X    | X    | X    | X    |
| Trofee Maarten Wynants                    |                |      |      |      | X    | X    | X    | X    | X    | X    | X    |
| Diamond Tour                              | Nijlen         |      |      |      | X    | X    | X    | X    | X    | X    | X    |
| Keukens van Lommel Ladies Classic         |                |      |      |      |      |      | X    |      |      |      |      |
| GP Sofie Goos                             | Antuérpia      |      |      |      |      |      |      |      | X    |      |      |
| Flanders Ladies Classic-Sofie De Vuyst    | Steenhuize     |      |      |      |      |      |      |      | X    | X    | X    |
| MerXem Classic                            |                |      |      |      |      |      |      |      |      | X    |      |
| Ronde de Mouscron                         |                |      |      |      |      |      |      |      |      |      | X    |
| 2-Districtenpijl                          |                |      |      |      |      |      |      |      |      |      | X    |
| GP Beerens                                |                |      |      |      |      |      |      |      |      |      | X    |

## Palmarés
| Ano  | Vencedor           | Segundo               | Terceiro           |
| ---- | ------------------ | --------------------- | ------------------ |
| 2011 | Liesbet De Vocht   | Sofie De Vuyst        | Evelyn Arys        |
| 2012 | Liesbet De Vocht   | Kaat Hannes           | Maaike Polspoel    |
| 2013 | Sofie De Vuyst     | Kelly Druyts          | Céline Van Severen |
| 2014 | Sofie De Vuyst     | Liesbet De Vocht      | Valerie Demey      |
| 2015 | Sofie De Vuyst     | Kaat Van Der Meulen   | Kaat Hannes        |
| 2016 | Kelly Druyts       | Monique van de Ree    | Valerie Demey      |
| 2017 | Monique van de Ree | Jolien D'Hoore        | Eva Buurman        |
| 2018 | Lorena Wiebes      | Janine van der Meer   | Evy Kuijpers       |
| 2019 | Daniela Gass       | Kathrin Schweinberger | Lotte Kopecky      |
| 2020 |                    |                       |                    |
| 2021 |                    |                       |                    |

## Edição de 2020
Erro Lua em Módulo:Cycling_race na linha 1507: attempt to concatenate local 'title' (a nil value).

## Patrocínios
A lotaria nacional belga é patrocinadora da prova.